# Naa Ashorkor
Naa Ashorkor (nacida el 24 de noviembre de 1988), también conocida como Nisirine Naa Ashorkor Mensah-Doku, es una actriz y personalidad de los medios ghanesa. Es conocida por protagonizar "The Perfect Picture" (2009), de Shirley Frimpong-Manso y Poisoned Bait de Irokotv, una película dirigida por Leila Djansi.
Ganó el premio a la mejor actriz en 2010 en los Premios de la Academia del Cine Africano por su actuación en The Perfect Picture.

## Carrera profesional
Ashorkor, junto con el actor Chris Attoh, fueron los anfitriones de los Vodafone Ghana Music Awards 2016 (VGMAs 2016) celebrados en el Centro Internacional de Conferencias de Acra. También fue anfitriona del certamen de Miss Maliaka durante ocho años. Dirige dos empresas: Jaarno, un mercado de alimentos digitales y April Communications, que se dedica a las producciones teatrales. Fue presentadora del Grupo Multimedia desde 2017 hasta 2020, donde condujo los programas Showbiz AZ y Strong and Sassy. Se mudó a Asaase Radio a fines de junio de 2020 y presenta los programas Between Hours y Just Us. En marzo de 2021, fue la anfitriona de los 3Music Awards.

## Filmografía
| Año         | Título                                | Rol        |
| ----------- | ------------------------------------- | ---------- |
| 2020        | Adam The First                        | Bintu      |
| 2020        | Aloevera                              | Veranda    |
| 2019        | The Perfect Picture - Ten Years Later | Akasi Duah |
| 2015        | One More Day                          | Joe        |
| 2014        | Letter From Adam                      | Kabuki     |
| 2014        | Poisoned Bait                         | Kadijah    |
| 2010 - 2013 | Adams Apples                          | Kukuaa     |
| 2010        | Checkmate                             | Naana      |
| 2009        | Double                                | Zulaika    |
| 2009        | The Perfect Picture                   | Akasi      |
| 2008        | Scorned                               | Soraya     |

## Vida personal
Contrajo matrimonio en 2014. El 15 de agosto de 2017, anunció el nacimiento de su hijo a través de medios de comunicación y redes sociales.
Su segundo hijo, nació el 1 de julio de 2019.